# Saraiella montana
Saraiella montana är en tvåvingeart som beskrevs av Jezek 1990. Saraiella montana ingår i släktet Saraiella och familjen fjärilsmyggor.
Artens utbredningsområde är Iran. Inga underarter finns listade i Catalogue of Life.